# Préliminaires
Préliminaires es un álbum de estudio del músico estadounidense Iggy Pop, publicado el 25 de mayo de 2009 en Europa y el 2 de junio del mismo año en los Estados Unidos. La temática del disco estuvo inspirada en la novela La Possibilité d'une île de Michel Houellebecq.
La revista Rolling Stones se refirió al álbum como "uno de los discos más extraños en la carrera del abuelo del punk".

## Lista de canciones
1. "Les feuilles mortes" (Joseph Kosma, Jacques Prévert) – 3:55
2. "I Want to Go to the Beach" (Iggy Pop) – 2:53
3. "King of The Dogs" (Lil Armstrong, Iggy Pop) – 2:02
4. "Je sais que tu sais" (Lucie Aimé, Hal Cragin, Iggy Pop) – 3:12
5. "Spanish Coast" (Hal Cragin, Iggy Pop) – 3:59
6. "Nice to Be Dead" (Hal Cragin, Iggy Pop) – 2:49
7. "How Insensitive" (Vinicius De Moraes, Ray Gilbert, Antônio Carlos Jobim) – 3:03
8. "Party Time" (Hal Cragin, Iggy Pop) – 2:08
9. "He's Dead / She's Alive" (Iggy Pop) – 2:00
10. "A Machine for Loving" (Hal Cragin, Michel Houellebecq) – 3:16
11. "She's a Business" (Hal Cragin, Iggy Pop) – 3:11
12. "Les feuilles mortes (Marc's Theme)" (Joseph Kosma, Jacques Prévert) – 3:53

## Créditos
- Iggy Pop – voz, guitarra
- Hal Cragin – bajo, guitarra, batería, percusión
- Kevin Hupp - batería, congas
- Jon Cowherd – piano
- Clarence L. Banks - trombón
- Tim Ouimette – trompeta
- Marc Phaneuf- clarinete
- Lucie Aimé - coros